# Rachele Risaliti
Rachele Risaliti (Prato, 1º febbraio 1995) è un'ex modella italiana, vincitrice della 77ª edizione del concorso di bellezza Miss Italia 2016.

## Biografia
Il padre, gestore di una ditta per ricambi d'auto e la madre, dirigente ospedaliera laureata in scienza riabilitativa, si separarono quando aveva 3 anni, e Rachele crebbe così in un nuovo nucleo familiare. Diplomata al Liceo scientifico Niccolò Copernico di Prato, per 11 anni ha praticato la ginnastica ritmica che oggi insegna alle bambine, e ha partecipato alla gymnaestrada: con quest'ultima disciplina, ha vinto con la sua squadra, l'Etruria, i campionati europei di Gymnaestrada svoltisi in Svezia, a Helsingborg nel 2014. Ha un tatuaggio sul polso con la scritta CSM, che sono le iniziali dei nomi dei suoi genitori e dei loro compagni.
Il 28 agosto 2016 venne eletta come miglior bellezza regionale vincendo il concorso Miss Toscana 2016.

### Miss Italia 2016
Concorre per la finalissima della 77ª edizione di Miss Italia, trasmessa su LA7 e condotta da Francesco Facchinetti come Miss Toscana, portando al petto il numero 2. Viene eletta Miss Italia a Jesolo nella notte tra il 10 e l'11 settembre 2016, diventando la quinta bellezza toscana (dopo Rossana Martini, Margareta Veroni, Cinzia Lenzi e Denny Méndez) a raggiungere tale traguardo.

## Vita privata
Il 17 giugno 2022, dopo quattro anni di fidanzamento, ha sposato a Firenze il calciatore pugliese Gaetano Castrovilli. Il 4 febbraio 2024 è nato il loro primogenito Brando Castrovilli.

## Filmografia

### Cinema
- Dio è in pausa pranzo, regia di Michele Coppini (2022)
- The Last Fighter, regia di Alessandro Baccini (2023)

### Videoclip
- Sempre di Alan e Pupo (2015)
- Invisibile de I dei dell'Olimpo (2019)